# Fakulteta političnih ved v Beogradu
Fakulteta političnih ved (izvirno srbsko Факултет политичких наука у Београду), s sedežem v Beogradu, je fakulteta, ki je članica Univerze v Beogradu.
Ustanovljena je bila kot Visoka politička škola oz. škola političkih nauka konec 50. let 20. stoletja. Njen prvi direktor je bil Vlajko Begović.